# آي أس تي بي

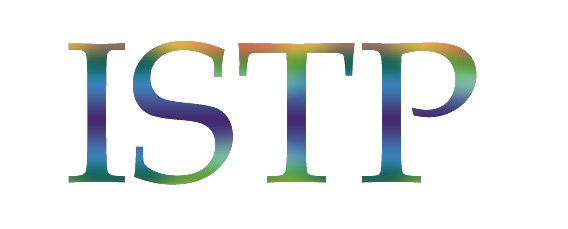

ISTP (الانطواء - الإحساس - التفكير - الإدراك) هو اختصار مستخدم في مؤشر مايرز بريغز للنوع للإشارة إلى او كريستيانو غعمك أنماط الشخصية الستة عشر. طور هذا النظام الطبيب النفسي البارز كارل جنج في كتابه الأنماط النفسية.
افترض جانج التصنيفات النفسية القائمة على النظريات المعرفية واللتي تطورت من خلال ملاحظاته العيادية. ومن خلال أعمال جانج قام اخرون بتطوير الأنماط النفسية واشتملت ادوات تقييم (جانجيان) على مقياس MBTI والذي تطور بواسطة ازابيل وطبقا لمركز تطبيقات الأنماط الشخصية فإن من 4-6 % من سكان الولايات المتحدة يندرجون تحت ISTP

ان تفضيلات MBTI تشير إلى الاختلافات بين الناس والتي تقوم على:
- كيف يركزون اهتمامهم أو يحصلون على الطاقة (الانبساط والانطواء)
- كيف يحصلون على المعلومات (الاستشعار والحدس)
- كيف يتخذون القرارات (التفكير والشعور)
- كيف يتعاملون مع العالم الخارجي (الحكم والتصور)

وعن طريقة استخدام تفضيلهم في كل هذه المناطق فإن الناس يطورون ما أسماه (مايرز وجانج) الأنماط النفسية.
هذا الاختلاف في أنماط الشخصية نتج عن عدد من التفاعل الدينامي بين التفاضيل الأربعة بالتزامن مع التآثير البيئية ومن المرجح أن يتطور السلوك والمهارات على أساس النزعات الفردية الخاصة بهم.
كل نوع من أنماط الشخصية لديه نقاط قوه وامكانات خاصة بالإضافة لمناطق تقدم فرصا للنمو.
تتألف أداة MBTI من أسئلة الاختيارات المتعددة والتي تعتمد على أربعة أزواج من المتقابلات النفسية تنتج عنها ستة عشر نتيجة محتملة ممكنة وكل منها تعرف برمز مكون من أربعة حروف، تختصر الكلمات الأربعة. N يرمز إلى الحدس I يرمز إلى الانطواء وتقريبا 75 % فان MBTI تكون دقيقه بالنسبة إلى تناولها I تشير إلى ان الانطواء مفضل على الانبساط كما تشير إلى الهدوء والتحفظ هذا النمط من الناس يفضلون التفاعل مع عدد قليل من الأصدقاء المقربين فضلا عن التعامل مع دائرة أوسع من المعارف ويظهرون الطاقة في المواقف الاجتماعية.
S تشير إلى ان الإحساس مفضل على الحدس وهذا النمط يميل إلى التركيز أكثر على المحسوس بدل من المجرد وهم يركزون انتباههم على التفاصيل أكثر من الصورة الكاملة وعلى الحقائق القريبة بدلا من الاجتماعات المستقبلية.
T التفكير مفضل على الشعور ويميل هؤلاء على الاعتماد على المعايير الموضوعية على القيم الشخصية وعند اتخاذ القرار عموما ما يعطون وزنا زائدا للمنطق بدلا من الاعتبارات الاجتماعية.
P الشعور مقدم على الحلم وهذا النمط يميل للناس إلى الحكم ويؤجلون القرارات الهامة ويفضلون الاحتفاظ بالخيارات المفتوحة ربما تتغير الظروف.

## الخصائص
طبقا لبرجز فان هذا المقياس (ISTBL) يتميز في تحليل المواقف للوصول إلى قلب المشكلة ومن ثم المساهمة في حلها وثم تكيفها لتتناسب مع مجال الهندسة. الهادئون بطبعهم الهاربون بطبعهم مهتمون بفهم كيف تدار الأنظمة مركزين على التركيبات والعمليات الكفؤة.
ولكن على النقيض من هذه الطبيعة فان (ISTTBS) غالبا ما يكونون قادرين على الملاحظة الثاقبة للعالم المحيط بهم، كما يكونون قادرين على التكيف العالي والانفتاح على المعلومات والطرق الجديدة. يستمتع هؤلاء الأشخاص باستكشاف الأشياء وممكن ان يشعروا بالملل من الأعمال الروتينية، كما أنهم أيضا يقتربون من الهوايات الخطرة والمتحركة بسرعة مثل القفز بالحبال والتعلق بالزلاجات والسباق والدراجات النارية والقفز بالمظلات والرياضة الترفيهية مثل الغطس وهوكي الجليد، وقد يبدو في بعض الأحيان أن هذه الفئة تتصرف دون اعتبار للاجراءات والاتجاهات والبروتوكول وقد يبدو نهجا عشوائيا فهو في الحقيقة قائم على معرفة واسعة تطورت من خلال الوقت عن طريق الحركة والملاحظة الدقيقة، كما أنهم يستمتعون بالكفاية الذاتية ويفخرون بتطوير حلول مشكلاتهم ويمكن للأشخاص من هذا النمط أن يكونوا محبطين لأصدقائهم أو شركائهم بسبب الميل تجاه الجميع بينما ينهمكون بعمق في مهمة معينة وينبغي على أصحاب هذا النمط أن يكونوا حذرين من التسبب بكراهية بسبب ما يبدو أنهم منطوون لأن هذا له تأثير سلبي على العلاقات. هذا النمط يميل إلى أن يترك الآخرين يعيشون طبقا لقواعدهم وتفضيلاتهم الخاصة.
طالما يتحملون الاملاءات دون شكوى وإذا تهددت مصالحهم فسرعان ما يتغير هدوئهم وسلاستهم بسرعة. وقد لوحظ ان أفضل شعار لوصف اتجاه هذا النمط هو «لا تدس علي».

## الوظائفالمعرفية
هناك رسم تخطيطي لكل نوع من الوظائف المعرفية. يظهر لون خلفية النمط وظيفته المسيطرة ولون النص يظهر أو يوضح وظيفته المساعدة وبالبناء على نظرية جانجين فإن مايرز افترض أن لكل نمط من أنماط الشخصية وظائف معرفية.